# Quando o Amor É Mais Forte
Quando o Amor é Mais Forte foi uma telenovela brasileira exibida pela TV Tupi de 8 de setembro de 1964 a 3 de novembro de 1964, às 20h, escrita por Pola Civelli, baseada em um original argentino, com direção de Geraldo Vietri.
A telenovela marcou a estreia na televisão de Juca de Oliveira, que pouco tempo depois viria a se tornar um dos principais atores da emissora.

## Trama
A história de um homem atormentado por um fato que modificou completamente a sua vida. Mas, o amor é mais forte que qualquer trauma.

## Elenco
- Fábio Cardoso
- Guy Loup
- Laura Cardoso
- Juca de Oliveira
- David Neto
- David José